# Uvularieae
Uvularieae, maleni biljni tribus, dio porodice mrazovčevki. Pripadaju mu dva roda trajnica, jedan iz Sjeverne Amerike sa 5 vrsta i jedan sa Himalaja i istočne i Jugoistočne Azije sa 24 vrste

## Rodovi
1. Uvularia L. (5 spp.)
2. Disporum Salisb. (24 spp.)